# Baby by Me
«Baby by Me» es una canción del rapero norteamericano 50 Cent, de su cuarto álbum de estudio Before I Self Destruct, fue lanzada como el cuarto sencillo oficial del álbum. Comercialmente fue lanzada el 10 de septiembre de 2009. La canción fue producida por Polow Da Don, y escrito por el cantante y compositor norteamericano Ne-Yo y el mismo 50 Cent.

## Concepto
El sencillo estaba planeado para ser lanzado el 10 de septiembre de 2009 a las 10:00 P.M. durante "Hot97" de "Funkmaster Flex" y en "ThisIs50.com". En un par de horas la canción fue lanzada en línea en el "MySpace" oficial de 50 Cent.
Existen dos versiones de la canción, la versión original es junto a "Jovan Dais" y el remix junto a "Ne-Yo". Las dos versiones fueron lanzadas en línea simultáneamente. La versión oficial para el sencillo fue el remix junto a Ne-Yo.
El sencillo fue lanzado para Amazon e iTunes el 27 de octubre.

## Video musical
El video para "Baby By Me" fue filmado a mediados de octubre y cuenta con Kelly Rowland como la amada de 50 Cent. 50 acudió a la cofundadora de Destiny's Child cuando él estaba presentando en Los Premios MTV 2009 awards show en Los Ángeles, y se le ocurrió agregar a la cantante para su video, la cual fue preparada para su rol dos días después.

Este video es genial...Chris Robinson (director) hizo una gran producción para el video. Es obvio que no estuve apurado para hacerlo y por lo mismo encontré la producción correcta, la idea perfecta, para hacerlo realidad.
50 dijo que él estaba perdido por contar con una celebridad, aun así una modelo no conocida, para hacer el papel de la chica que se enamora de él en el video. 
 
Tuve que encontrar la persona indicada para ser mi amada en el video...Encontré a Kelly. Le queda perfecto. Actuar en el proyecto es genial. Yo creo que cuando la gente lo vea, van a sorprenderse por él.
Ne-Yo, quien canta en el coro, filmó su parte en New York durante un sábado, mientras que 50 y Rowland filmaron en Los Ángeles.

## Listas
| Lista (2009)                                  | Mejor posición |
| --------------------------------------------- | -------------- |
| U.S. Billboard Bubbling Under Hot 100 Singles | 22             |
| U.S. Billboard Hot R&B/Hip-Hop songs          | 36             |
| U.S. Billboard Hot Rap Tracks                 | 9              |

- Datos: Q2406930